# Liste von Listen von Dompredigern
Diese Liste von Listen von Dompredigern bietet einen Überblick zu den derzeit bestehenden Listen zum Thema.
- Liste der Augsburger Domprediger
- Liste der Bamberger Domprediger
- Liste der Berliner Hof- und Domprediger
- Liste der Braunschweiger Domprediger
- Liste der Bremer Domprediger
- Liste der Breslauer Domprediger
- Liste der Brixner Domprediger
- Liste der Eichstätter Domprediger
- Liste der Domprediger in Freising und München
- Liste der Güstrower Domprediger
- Liste der Domprediger am Dom zu Halberstadt
- Liste der Domprediger am Dom zu Halle
- Liste der Kölner Domprediger
- Liste der Konstanzer Domprediger
- Liste der Magdeburger Domprediger
- Liste der Mainzer Domprediger
- Liste der Merseburger Domprediger
- Liste der Domprediger am Dom zu Münster
- Liste der Paderborner Domprediger
- Liste der Passauer Domprediger
- Liste der Regensburger Domprediger
- Liste der Salzburger Domprediger
- Liste der Speyerer Domprediger
- Liste der Stendaler Domprediger
- Liste der Straßburger Domprediger
- Liste der Trierer Domprediger
- Liste der Domprediger am Wiener Stephansdom
- Liste der Wormser Domprediger
- Liste der Würzburger Domprediger